# Voltage Mode

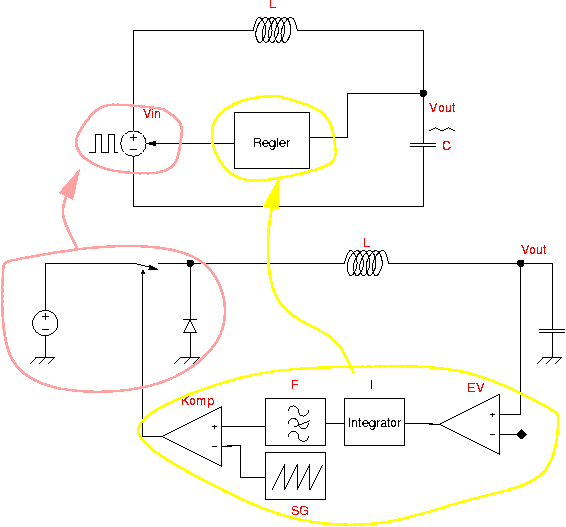
Schaltbild eines Gleichstromstellers im Voltage Mode

Der Voltage Mode ist eine grundsätzliche Art einen Gleichstromsteller zu regeln. Die Regelung beobachtet, im Gegensatz zum Current Mode lediglich die Ausgangsspannung und wandelt diese Information in die Stellgröße um. Die Stellgröße ist in diesem Falle das Tastverhältnis (duty cycle) für den Schalter. Die durch Diode und Schalter zerhackte Spannung lässt sich wie im Bild durch eine Rechteckspannungsquelle mit dem Tastverhältnis d darstellen.
Der Mittelwert der Eingangsspannung Vin erscheint durch das Filter aus L und C am Ausgang. Im oberen Bild erkennt man, dass der Regler das Tastverhältnis so einstellen muss, dass der Mittelwert der gepulsten Eingangsspannung der gewünschten Ausgangsspannung entspricht. Das Filter 2. Ordnung, bestehend aus den Komponenten L und C, glättet die gepulste Eingangsspannung, so dass am Ausgang eine Dreieckspannung erscheint.
Aufgrund der verzögernden Elemente L und C ist die Regelschleife instabil, so dass der Regler zwingend eine Kompensationsschaltung (F) benötigt. Der Regler besteht aus folgenden Basiskomponenten:
- einem Eingangsverstärker EV
- einem Schleifenfilter F
- einem Sägezahngenerator SG
- einem Komparator Komp

optional:
- einem Integrator I

Der Eingangsverstärker EV verstärkt mit der Verstärkung Aev die Differenz der Ausgangsspannung Vout mit der Sollspannung Vref. Der optionale Integrator verbessert die Regeleigenschaften, indem er die Gleichstromanteile gegenüber den Wechselstromanteilen übergewichtet. Als Ergebnis erhält man eine sehr präzise mittlere Ausgangsspannung im eingeschwungenen Zustand oder Ruhezustand. Das Schleifenfilter dient dazu, die unerwünschten mittleren Frequenzanteile zu unterdrücken, die andernfalls zum Schwingen führen würden. Das Signal nach dem Filter wird mit dem Komparator mit einer Sägezahn-Spannung verglichen, aus welchem sich das Tastverhältnis bestimmt.
Diese Anordnung wird nur benötigt, wenn sich der Tiefsetzsteller zumindest zeitweise im Continuous Current Mode (CCM, Spule immer stromdurchflossen) befindet. Kann man sicherstellen, dass sich der Regler immer im Discontinuous Current Mode (DCM, lückender Strom in der Spule) befindet, kann man auf das aufwändige Filter (F) verzichten.